# Dominic Hannigan

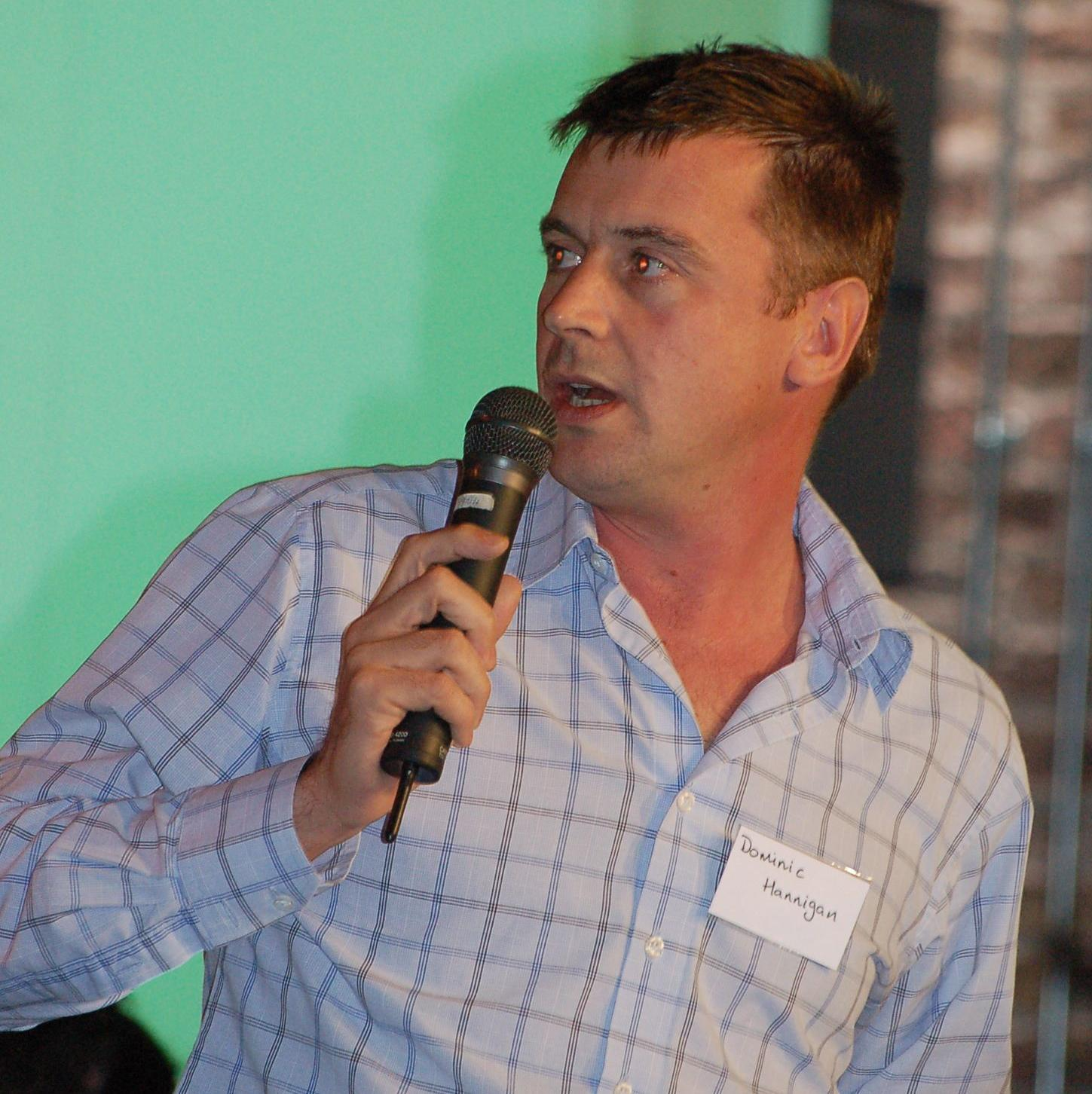
Dominic Hannigan (2006)

Dominic Hannigan (irisch Doiminic Ó hAnnagáin, * 1. Juli 1965 in Drogheda, Irland) ist ein irischer Politiker der Irish Labour Party.

## Leben
Nach seiner Schulzeit studierte Hannigan am University College Dublin Tiefbau und wechselte dann an die City University London, wo er sein Studium mit einem Master in den Verkehrswissenschaften abschloss. Ferner erwarb Hannigan noch einen Master in Finance an der University of London. Sein beruflicher Weg begann als Berater bei einem Ingenieurbüro und als Planer für den Camden Council.
Von 2004 bis 2007 war Hannigan Mitglied im Meath County Council. In dieser Zeit kandidierte er 2005 bei der Nachwahl zur Neubesetzung von John Brutons vakantem Sitz im Dáil Éireann, unterlag jedoch Shane McEntee von der Fine Gael. Bei den nächsten regulären Wahlen zum Dáil Éireann blieb seine Kandidatur ebenfalls erfolglos. Stattdessen gelang es Hannigan noch im selben Jahr in den Seanad Éireann gewählt zu werden, dem er damit als Senator für die Irish Labour Party angehört. Im Februar 2011 wurde Hannigan in den 31. Dáil Éireann gewählt.
Hannigan lebt offen homosexuell und ist in Meath wohnhaft.